# Lavedan
Der Lavedan ist eine Landschaft in der Gascogne, Teil der Bigorre im Département Hautes-Pyrénées.

## Etymologie
Der Name Lavedan ist dokumentiert als in pago Lavetanense (um 860), Levitanensis vicecomes (um 980), vicecomites Levitanicæ vallis (um 1060), Ramundus de Levitania (1095), homines Baredgie et Levitani (um 1110), A. de Laueda (1114), Aramon Garsie de Lavedan (1283), terram de Lavedaa (1285). Er besteht aus dem lateinischen Suffix -etan, (-itanus), der für iberische Völker typisch ist, und der Wurzel Lau- / Leu-.

## Geografie
Der Lavedan liegt im Bassin des Gave de Pau oberhalb von Lourdes, vor allem aus den Tälern des Gave de Gavarnie, des Gave de Cauterets und des Gave d’Azun. Er steht mit dem Vallée de Campan (das Tal des Adour) über dem Col du Tourmalet in Verbindung sowie mit dem Vallée d’Ossau über den Cirque du Litor (östlich des Col d’Aubisque). Der Hauptkamm der Pyrenäen trennt ihn von Aragonien.

### Wesentliche Orte
- Argelès-Gazost,
- Pierrefitte-Nestalas,
- Cauterets,
- Luz-Saint-Sauveur,
- Gèdre und
- Gavarnie.

### Wesentliche Berge
- Vignemale
- Pic de Néouvielle (Neuvielha)
- Cirque de Gavarnie
- Lac de Gaube
- Pont d’Espagne

An den Hängen des Pic du Midi de Bigorre und des Col du Tourmalet liegt um den Ort Barèges-La Mongie, das größte Skigebiet der französischen Pyrenäen. Die Ortschaft ist Namensgeber für eine Textilart, dem Barege.

## Geschichte
Der Lavedan besteht aus sieben Tälern, die relativ autonome Einheiten bildeten.
1. Die Bat Surguère (oder Batsurguère) mit den Orten Ségus, Aspin-en-Lavedan, Ossen, Omex, Viger.
2. Der Estrem de Castelloubon mit den Orten Juncalas, Geu, Ger, Lugagnan, Saint-Créac (heute inklusive Antalos und Justous), Ousté, Berbérust-Lias, Ourdis-Cotdoussan, Germs-sur-l’Oussouet, Cheust, Gazost und Ourdon.
3. Der Estrem de Salles mit Argelès (früher Ourout und Vieuzac, seit 1897 Argelès-Gazost), Ayzac-Ost, Agos-Vidalos, Ouzous, Salles, Sère-en-Lavedan und Gez.
4. Der Val d’Azun mit den Orten Arrens-Marsous, Aucun, Gaillagos, Arcizans-Dessus, Arras, Sireix, Bun, Estaing, Arbéost, Ferrières (einschließlich Hougarou).
5. Der Dabant-Aïgue (oder Dabantaygue) mit den Gemeinden Préchac, Boô-Silhen (einschließlich Asmets), Saint-Pastous (einschließlich Senta-Maria), Ayros-Arbouix, Vier-Bordes, Artalens-Souin, Beaucens, Villelongue (einschließlich Ortiac) und Saint-Orens.
6. Der Arribère de Sent-Sabĩ oder Rivière de Saint-Savin mit den Orten Saint-Savin, Lau-Balagnas, Adast, Pierrefitte-Nestalas, Soulom, Uz, Cauterets und Arcizans-Avant.
7. Das Vallée de Barège genannt Pays Toy (kleines Land) mit Luz-Saint-Sauveur, Sassis, Sazos, Grust, Saligos, Chèze, Viscos, Vizos, Esquièze-Sère, Esterre, Viella, Betpouey, Barèges, Sers, Viey, Saint-Martin, Gèdre und Gavarnie.

Vom 10. bis zum 18. Jahrhundert existierte eine Vizegrafschaft Lavedan, die ein Graf von Bigorre für einen seiner Söhne eingerichtet hatte. Diese umfasste aber nur die ersten fünf Einheiten.